# Druyes-les-Belles-Fontaines
Druyes-les-Belles-Fontaines är en kommun i departementet Yonne i regionen Bourgogne-Franche-Comté i norra Frankrike. Kommunen ligger i kantonen Courson-les-Carrières som tillhör arrondissementet Auxerre. År 2022 hade Druyes-les-Belles-Fontaines 273 invånare.

## Befolkningsutveckling
Antalet invånare i kommunen Druyes-les-Belles-Fontaines
| Referens: INSEE |